# 南部松夫
南部 松夫（なんぶ まつお、1917年11月19日 - 2009年8月21日）は、日本の地球科学者。専門は鉱床学・鉱物学。福島県相馬市生まれ。

## 経歴
1947年、東北帝国大学理学部岩石鉱物鉱床教室を卒業し、同大学選鉱精錬研究所（現、素材工学研究所）助手となる。1949年に講師、1953年に助教授、1955年 に東北大学理学博士 「Mineralogical study of limonite from Japan(日本産褐鉄鉱の鉱物学的研究) 」。
1962年に教授へと昇任し、1981年に停年退職。この間、1971年から1976年に同研究所所長。東北大学退職後は、東京理科大学の専任教授や監事にも就任した。
また、1974年から1976年まで日本岩石鉱物鉱床学会会長、1978年から1980年まで日本鉱山地質学会会長、を務めた。

## 業績
日本、特に東北地方の多くの金属鉱床を精査・記載し、その成因を論じた。特にマンガン鉱床の研究に力を注ぎ、鉱石鉱物について詳細な検討を行った。それらの研究の過程で、1967年万次郎鉱（萬次郎鉱、Manjiroite）、1968年赤金鉱 (Akaganeite)、1969年神津閃石（Mangano-ferri-eckermannite, Kôzulite）、1971年高根鉱 (Takanelite)、1978年上国石 (Jokokuite)、という新鉱物を発見している。また、東北地方の鉱物誌・鉱床誌を執筆・編集した。また、これらの研究を通して収集した鉱石・鉱物標本4000点以上を、南部鉱石標本・南部鉱物標本などとして、工業技術院地質標本館や岩手県立博物館などに寄贈したことでも知られる。これらの業績に対し、日本岩石鉱物鉱床学会から渡邉萬次郎賞が、日本鉱物学会から櫻井賞が贈られているほか、河北文化賞を受賞している。
1972年に岩手県船子沢鉱山から発見された新鉱物、南部石（Nambulite, (Li,Na)Mn4Si5O14(OH)）は、南部の業績を顕彰するために命名されたものである。

## 主な編著書
- 南部松夫（編）『福島県鉱物誌』、1969年、福島県企画開発部。NCID BN09992831
- 南部松夫『宮城県鉱物誌』、1972年、宮城県商工労働部。NCID BN0762370X
- 高橋維一郎・南部松夫『新岩手県鉱山誌』、2003年、東北大学出版部。ISBN 978-4-925085-61-8